# Hedlandella
Hedlandella is een geslacht van kreeftachtigen uit de klasse van de Ostracoda (mosselkreeftjes).

## Soorten
- Hedlandella gesae Howe & Mckenzie, 1989
- Hedlandella parva Howe & Mckenzie, 1989